# 天主教阿卡普尔科总教区
天主教阿卡普爾科總教區（拉丁語：Archidioecesis Acapulcana）是羅馬天主教一個總教區，位於墨西哥格雷羅州南部，教座位於港口城市阿卡普爾科。下轄三個教區。

## 歷史
1958年3月18日升為教區。1983年2月10日升為總教區。

## 現況
2006年有教友2,940,000人，佔轄區總人口72.2%。總教區下轄七十八個堂區，有112名司鐸。
現任總主教為良保·貢薩萊斯-貢薩萊斯，榮休總主教為斐理伯·阿吉雷-弗蘭科。